# Kostek
Kostek (en russe : Костек) est un village du Daghestan, une république de la fédération de Russie. Il appartient au raïon de Khassaviourt. Sa population s'élevait à 4 551 habitants en 2010.

## Géographie
Kostek se trouve dans le centre de la république, au nord-est de Khassaviourt, entouré au nord-est par les villages d'Aknada et d'Akaro, au nord-ouest par Kourouch, au sud par Tchontaoul et au sud-est par Novo-Kostek.

## Histoire
Kostek a été fondé entre 1660 et 1670 par le prince Alich Khamzine. Ses habitants venaient d'Endireï. C'était la localité la plus importante de la principauté de Kostek au XVIIIe siècle, mais Kostek décline au milieu du XIXe siècle, malgré son marché quotidien important. On y ouvre en 1876 une école russe, où sont instruits les fils des familles koumykes aisées Elle est ultérieurement transformée en école militaire pour former de futurs officiers de l'armée impériale russe.
Au début du XXe siècle, c'est une bourgade importante de l'oblast du Terek, où vivaient des Koumyks, mais aussi quelques familles russes, allemandes, juives ou tchétchènes. Il y avait au tournant du siècle 4 588 habitants avec huit mosquées et une synagogue et vingt-sept magasins.

## Population
Selon le recensement de 2002, Kostek comptait 3 864 habitants, dont 94,2 pour cent de Koumyks, une soixantaine de Tchétchènes et une soixantaine d'Avars, tous musulmans sunnites.